# Hygrohypnum alpestre
Hygrohypnum alpestre là một loài Rêu trong họ Amblystegiaceae. Loài này được (Sw. ex Hedw.) Loeske mô tả khoa học đầu tiên năm 1905.